# Ocaña (Spanyolország)
Ocaña egy község Spanyolországban, Toledo tartományban. Ocaña Colmenar de Oreja, Ontígola, Noblejas, Villatobas, Dosbarrios, Cabañas de Yepes, Huerta de Valdecarábanos, Yepes, Ciruelos és Aranjuez községekkel határos. Lakosainak száma 14 469 fő (2024).

## Népesség
A település népessége az utóbbi években az alábbiak szerint változott:
| Lakosok száma | 6304 | 6798 | 7789 | 9468 | 11 147 | 11 093 | 10 733 | 11 597 | 13 185 | 14 469 |
|               | 2001 | 2004 | 2007 | 2009 | 2012   | 2014   | 2017   | 2019   | 2022   | 2024   |